# 清軟腭塞擦音
清軟腭塞擦音是一種輔音，使用於一些口語中，國際音標（IPA）記作⟨k͡x⟩或⟨k͜x⟩，X-SAMPA音標則寫作k_x。其中間的弧線可以省略，則音標可以分別改寫作⟨kx⟩（IPA）和kx（X-SAMPA）。
一些語言有清前軟腭塞擦音，其調音部位更靠近上腭後部、接近軟腭的位置，但位置比清軟腭塞擦音靠前。可參見清硬腭塞擦音中相對應的章節以獲得更詳細的說明。
相似地，一些語言有清後軟腭塞擦音，其調音部位更靠近小舌前部、接近軟腭的位置，但位置比清軟腭塞擦音靠後。可參見清小舌塞擦音中相對應的章節以獲得更詳細的說明。

## 特徵
清軟腭塞擦音的特徵包括：
- 調音方法屬於塞擦音，調音時先阻礙空氣在聲腔流動，再形成狹窄通道讓氣流通過發生湍流來調音。

- 調音部位是軟腭，即以舌根部位抵住軟腭。

- 發聲類型是清音，意味着發音時聲帶並不顫動。
- 本輔音是口腔輔音（口音），表示調音時空氣只從口裡流出。
- 本輔音為中央輔音，調音時氣流在口腔的中央流過舌面，而不從兩側流過。
- 氣流機制是肺部氣流，即由肺與橫膈膜驱动空气。

## 出現於
| 語言       | 語言                  | 詞彙          | IPA        | 意思     | 註釋                                                          |
| ---------- | --------------------- | ------------- | ---------- | -------- | ------------------------------------------------------------- |
| 巴伐利亞語 | 提洛方言              |               | [ˈk͡xind̥]   | 小孩     |                                                               |
| 荷蘭語     | 奧斯馬爾-古森荷芬方言 |               | [ˈblɪk͡x]   | 盤子     | /k/在音節斷開前可能的一種同位異音。                           |
| 英語       | 考克尼口音            | cab           | [ˈk͡xɛˑb̥]   | 出租車   | /k/在字首、元音間或字尾的一種可能的同位異音。參見英語音系學。 |
| 英語       | 紐西蘭英語            | cab           | [ˈk͡xɛˑb̥]   | 出租車   | /k/在字首的同位異音。參見英語音系學。                         |
| 英語       | 威爾斯英語            | cab           | [ˈk͡xaˑb̥]   | 出租車   | /k/在字首或字尾的一種可能的同位異音。參見英語音系學。         |
| 英語       | 標準英音              | cab           | [ˈk͡xaˑb̥]   | 出租車   | /k/偶爾使用的同位異音。參見英語音系學。                       |
| 英語       | 利物浦英語            | cab           | [ˈk͡xaˑb̥]   | 出租車   | /k/在字首或字尾的一種可能的同位異音。參見英語音系學。         |
| 德語       | 標準奧地利德語        |               | [ˈk͡xyːbœl] | 水桶     | /k/在前元音前的一種可能發音。參見標準德語音系。               |
| 德語       | 老丁克爾堡方言        | Anke          | [ˈɑŋk͡xə]   | 奶油     |                                                               |
| 德語       | 瑞士德語              | Sack          | [z̥ɑk͡x]     | 袋子     | 在一些方言中可能是標準的小舌音[q͡χ]。                          |
| 韓語       | 韓語                  | 크다（keuda） | [k͡xʰɯ̽da]   | 大的     | /kʰ/在/ɯ/前的同位異音。參見韓語音系。                         |
| 拉科塔語   | 拉科塔語              | lakhóta       | [laˈk͡xota] | 拉科塔語 | /kʰ/在/a/、/ã/、/o/、/ĩ/和/ũ/前的同位異音。                   |